# 半澤慶実
半澤 慶実（はんざわ よしみ、1984年11月5日 -）は、地方競馬の浦和競馬場宇野木数徳厩舎所属の騎手である。地方競馬教養センター騎手課程第78期生。

## 来歴
2003年9月29日付けで地方競馬騎手免許を取得。同年10月14日第7回浦和競馬2日目第3競走C3五組六組条件戦ショウホーアモンで初騎乗（12頭立て7番人気7着）。翌2004年3月10日第12回浦和競馬3日目第4競走C3五組六組条件戦をマグニロマンで優勝（11頭立て8番人気）し、28戦目で初勝利。
地方通算成績は1310戦40勝・2着47回・3着80回・勝率3.1%・連対率6.6%（2011年12月31日現在）

## エピソード
- 2006年1月31日放送「笑っていいとも!」の「イケメン騎手を見抜け！」というコーナーに出演した[3]。